# راندي سنو
راندي سنو (بالإنجليزية: Randy Snow)‏ مواليد 24 مايو 1959 في أوستن - الوفاة 19 نوفمبر 2009 في السلفادور، كان لاعب كرة مضرب أمريكي، اعتزل اللعب في 2004. سبق أن شارك في دورة الألعاب الأولمبية الصيفية.

## الميداليات
| الميدالية | المسابقة                   |
| --------- | -------------------------- |
| ذهبية     | ألعاب بارالمبية صيفية 1992 |
| ذهبية     | ألعاب بارالمبية صيفية 1992 |
| برونزية   | ألعاب بارالمبية صيفية 1996 |

## وصلات خارجية
- راندي سنو على موقع الاتحاد الدولي لكرة المضرب (الإنجليزية)
- راندي سنو على موقع قاعة مشاهير كرة المضرب الدولية (الإنجليزية)
- راندي سنو على موقع Paralympic.org (الإنجليزية)
- راندي سنو على موقع أوليمبيديا (الإنجليزية)

- الموقع الرسمي